# Olympique Club Agaza Omnisports
L'Olympique Club Agaza Omnisports és un club de futbol togolès de la ciutat de Lomé. Juga els seus partits a l'Estadi Agoè-Nyivé.

## Palmarès
- Lliga togolesa de futbol:[2]
  - 1980, 1984
- Copa togolesa de futbol:[3]
  - 1979, 1981, 1984, 1988, 1999

## Futbolistes destacats
- Jean-Paul Abalo
- Emmanuel Adebayor[4]
- Komlan Amewou
- Bachirou Salou
- Tadjou Salou